# Мюллер, Фриц (герпетолог)
Фридрих «Фриц» Мюллер (нем.Fritz Müller;
8 мая 1834, Базель – 10 марта 1895, там же) – швейцарский врач, зоолог и герпетолог.

## Биография
Образование получил в Базельском университете (1852–1854), университетах Вюрцбурга и Праги. В 1857 году стал врачом . После стажировки в Вене, Париже и Берлине вернулся в Базель, чтобы заниматься медицинской практикой.
Был одним из основателей регионального медицинского общества в 1860 году, руководил санитарной службой Базеля с 1872 года.
С 1868 года читал публичные лекции по зоологии в местном университете.
Его зоологические работы были сосредоточены на рептилиях, амфибиях, ракообразных и паукообразных.
С 1873 года страдал хронической болезнью, в результате которой периодически проводил периоды у Средиземного моря.
Умер в Базеле.

## Память
- В его честь названы Нубийский песчаный удавчик (лат. Eryx muelleri), Calamaria muelleri и Micrelaps muelleri (Карликовые змеи).